# Белый куб
Белый куб (англ. White Cube) — выставочная концепция, согласно которой объекты искусства выставляются в белом пространстве. С 1920-х годов принято представлять предметы искусства, особенно современного, на белом фоне, для того чтобы архитектура выставки не заслоняла собой произведение искусства и чтобы избежать какого-либо взаимодействия между архитектурой и произведением искусства. В последние годы концепция, однако, подвергается критике, поскольку многие музейные и выставочные архитекторы считают, что искусство в белом пространстве без какой-либо обработки даёт слишком мало возможностей для переживания.

## Галерея «White Cube», Лондон
Галерея «Белый куб» — одна из самых известных коммерческих галерей современного искусства в Великобритании. Находится на площади Хокстон (англ. Hoxton Square) в Ист-Энде в Лондоне. Представляет Гилберта и Джорджа, Ансельма Кифера, художников из группы Молодые британские художники , например Дэмьена Хёрста и Трейси Эмин, и других международно известных художников.